# Rusko-poljski rat (1654. – 1667.)
Rusko-poljski rat, također poznat i kao Trinaestogodišnji rat, Prvi sjeverni rat ili Rat za Ukrajinu, vođen je u razdoblju od 1654. do 1667. godine između Moskovskog Carstva s jedne i Poljsko-Litavske Unije s druge strane. Završen je pobjedom Rusa. Između 1655. i 1660., također su se odvile borbe u okviru švedske invazije u Poljsko-Litavskoj Uniji, tako da je to razdoblje postalo u Poljskoj poznat kao Potop ili Švedski potop. Zbog toga se ovo razdoblje ponekad naziva i Rusko-švedski potop (polj. Potop szwedzko-rosyjski).
Poljsko-Litavska Unija prvobitno je pretrpjela poraze, ali je vratila svoju zemlju i pobijedila u većini bitaka. Međutim, njena opustošena ekonomija nije bila u stanju financirati dug sukob. Suočena s unutrašnjom krizom i građanskim ratom, Unija je bila prisiljena potpisati primirje. Rat je završio značajnim ruskim teritorijalnim dobicima i označio je početak uspona Rusije kao velike sile u Istočnoj Europi.
Pripojenje Ukrajine Rusiji bio je uzrok novom ratu između Rusije i Poljsko-Litavnske Unije. Rusija je ušla u rat sa 100 000 vojnika. Poljaci s Litavcima imali su oko 30 000 ljudi. Pojačanja su im pružili i Krimski Tatari. Glavne ruske snage upućene su 1654. godine prema Smolensku, manje prema Vitebsku i Polocku, a dio snaga južnije prema Mogiljovu i Gomelju. U Ukrajinu je poslano pojačanje Bogdanu Hmeljnickom. Ruske snage osvojile su mnoga mjesta, a poljska posada u Smolensku predala se nakon dvomjesečne opsade. Rusi sljedeće godine zauzimaju Vilnius i Kaunas u Litvi. U Bjelorusiji su iste godine zauzeli Grodno i Minsk, a u Ukrajini Lavov i Lublin. Poljska je zbog rata sa Švedskom prisiljena na primirje. Hmeljnicki umire 6. kolovoza 1657. godine, a zamjenjuje ga ukrajinski plemić Ivan Vihovskij koji je 1658. godine Ukrajinu predao Poljskoj. To je bio povod za nastavak rata.
U Ukrajini je Vihovskij u lipnju 1658. godine uz pomoć krimskog kana kod Konotopa razbio bojare Alekseja Trubeckog. Ukrajinci su bili nezadovoljni izdajom Vigovskog pa su 17. listopada proglasili za hetmana Jurija Bogdanoviča Hmeljnickog, sina pokojnog Bogdana Hmeljnickog. Rat je nastavljen 1660. godine. U Litvi su Poljaci i Litavci imali oko 70 000, a Rusi oko 40 000 ljudi. Rusi su potisnuti iz Polocka i Mogiljova. U kolovozu 1660. godine u Ukrajini, istočno od Lavova, prikupile su se jake poljsko-litavske snage s oko 70 000 ljudi, a Rusi se s oko 30 000 ljudi prikupljaju u Kijevu pod Vasilijem Šeremetevim. Računajući na pomoć Jurija Hmeljnickog, Rusi su se uputili prema Čudnovu. Zaustavili su se pred samim gradom zbog nadmoćnijih protivničkih snaga. Hmeljnicki je prešao neprijatelju nakon čega je Šeremetjev primoran na kapitulaciju 2. studenoga. Naredne godine Rusi su primirani na povlačenje iz Grodna i Vilniusa, a 27. listopada trpe poraz kod Glubokoga. U Ukrajini se ruska vojska nalazila samo u Kijevu i u nekoliko manjih gradova.
Poljska je 1663. godine poduzela pohod na Ukrajinu odakle je planirala da kasnije nastavi prema samoj Moskvi. Poljsko-litavske snage, pojačane tatarskim, brojale su oko 100 000 ljudi. Prešle su rusku granicu i izbile do Gluhova. Poljaci su tu prezimili, a Tatari se vratili na Krim. Početkom sljedeće godine, Poljaci opsjedaju Gluhovo, ali ih je 9. veljače napao Ivan Brjuhovecki koji je prethodne godine od strane Rusa izabran za hetmana Ukrajine. Poljaci su poraženi i prisiljeni na povlačenje prema Sevsku. Ukrajinsko stanovništvo diglo se na ustanak u pozadini poljskih snaga. Rusi to, međutim, nisu iskoristili. Poljska je 1655. godine povukla vojsku iz Ukrajine. Naredne, 1666. godine, nije bilo značajnijih događaja. Zbog zajedničke opasnosti od Turaka i Tatara, obje strane su 30. siječnja 1667. godine zaključile mir u selu Andrusovu na 13 i po godina. Rusiji je vraćen Smolensk i Severska zemlja s Černigovom i Starodubom i pripojen joj je dio Ukrajine na lijevoj obali Dnjepra s Kijevom. Poljska je dobila Ukrajinu na desnoj obali Dnjepra i Bjelorusiju, a zaporoški Kozaci ostali su potčinjeni i jednima i drugima.
Pored teritorijalnih promjena u ratu, ovaj sukob izazvao je velike promjene u ruskoj vojsci. Dok je ruska vojska još uvijek bila polustajaća, sezonski mobilizirana, ovaj sukob usmjerio ju je prema stalnoj vojsci, postavljajući temelje za ruske vojne uspjehe pod Petrom Velikim i Katarinom Velikom.